# Dorota Jarema

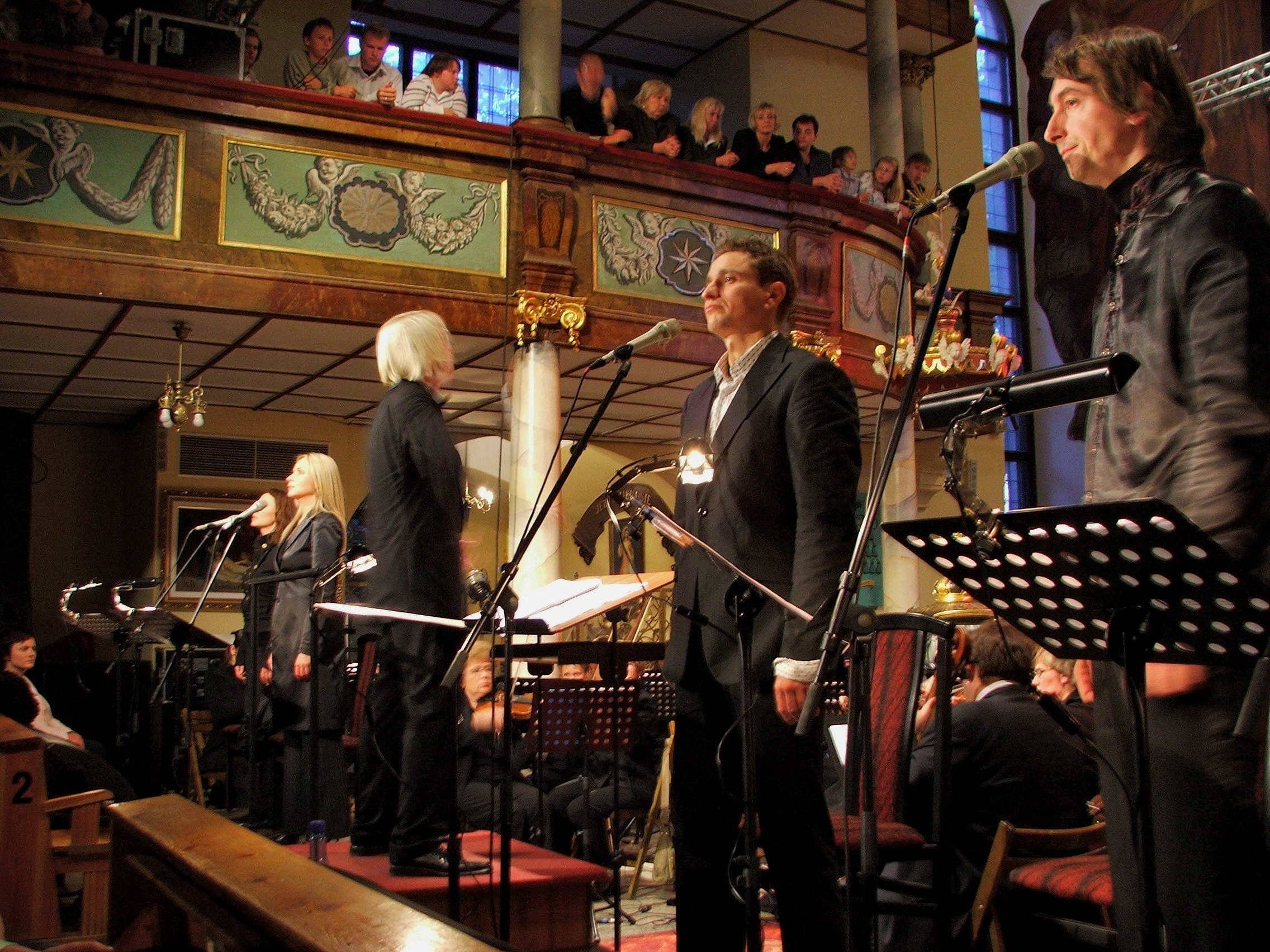
Zdjęcie wykonane podczas koncertu Świętokrzyska Golgota. Na pierwszym planie soliści, od lewej Joanna Słowińska, Dorota Jarema, Piotr Rubik (tyłem, dyrygent), Janusz Radek, Maciej Miecznikowski.

Dorota Jarema, z domu Marczyk (ur. 20 września 1972 w Warszawie) – polska wokalistka i skrzypaczka.

## Życiorys
Matka – kompozytorka, dziennikarka Polskiej Telewizji Publicznej, twórca licznych programów dla dzieci, min: „Pan Tenorek”, „Babcia Róża i Gryzelka”. Ojciec – altowiolista, profesor Akademii Muzycznej w Warszawie, koncertmistrz Filharmonii Narodowej.
Od 3. roku życia bierze udział w nagraniach piosenek dziecięcych w audycjach Polskiego Radia. Od 7. roku życia kształciła się muzycznie (klasa skrzypiec) w podstawowej Szkole Muzycznej im. Emila Młynarskiego, a następnie w Liceum Muzycznym im. Karola Szymanowskiego w Warszawie. W wieku 9–13 lat śpiewała w dziecięcej grupie wokalnej „Radiowe Nutki” przy Polskim Radiu. Będąc w liceum prowadziła magazyn muzyczny „HIT” w IV Programie Polskiego Radia. Po maturze, przez 2 lata uczęszczała do prywatnego Studium Sztuki Estradowej w Warszawie, następnie rozpoczęła współpracę z Radiem „Zet” nagrywając reklamy. Od 1991 r. współpracowała z ITI, Postmeridian i innymi agencjami reklamowymi oraz Studiem Start International. W roku 1993 wystąpiła w debiutach Festiwalu Piosenki Polskiej w Opolu. Rok później rozpoczęła współpracę z popularnym telewizyjnym kabaretem Olgi Lipińskiej.
W roku 1997 wydała pierwszą solową płytę „Sekret”. Sukces osiąga w nagrywaniu wokali do polskich wersji disneyowskich bajek – 'Herkules”, „Król Lew”. Występowała m.in. w jazzowym zespole Walk Away, z Urszulą Dudziak, Krzesimirem Dębskim, Big Bandem Zygmunta Kukli. Można ją też oglądać w programach telewizyjnych – benefisie Ireny Kwiatkowskiej, Ryszarda Poznakowskiego, w kabarecie Jerzego Kryszaka, „M-KWADRAT” W. Manna i K. Marteny i bajkach muzycznych dla dzieci. Obecnie w recitalu Ireny Kwiatkowskiej śpiewa piosenki z Kabaretu Starszych Panów. Od kwietnia 2004 roku była solistką w oratoriach Świętokrzyska Golgota, Tu Es Petrus i Psałterz Wrześniowy Piotra Rubika i Zbigniewa Książka. Jej głos słychać również w utworze „Do Moniki L.” zespołu Lady Pank Od 2005 r. studiuje w Szkole Wyższej Psychologii Społecznej na wydziale Psychologii Społecznej. We wrześniu 2006 roku wyszła za mąż i przyjęła nazwisko męża – Jarema. Od kwietnia 2007 roku jest mamą małej Soni i to jej zadedykowała swoją solową płytę. W 2008 r. wydała drugą solową płytę pt. „SONI”.

## Dyskografia
- 1997 – Sekret
- 2008 – SONI